# Jan Piersplein

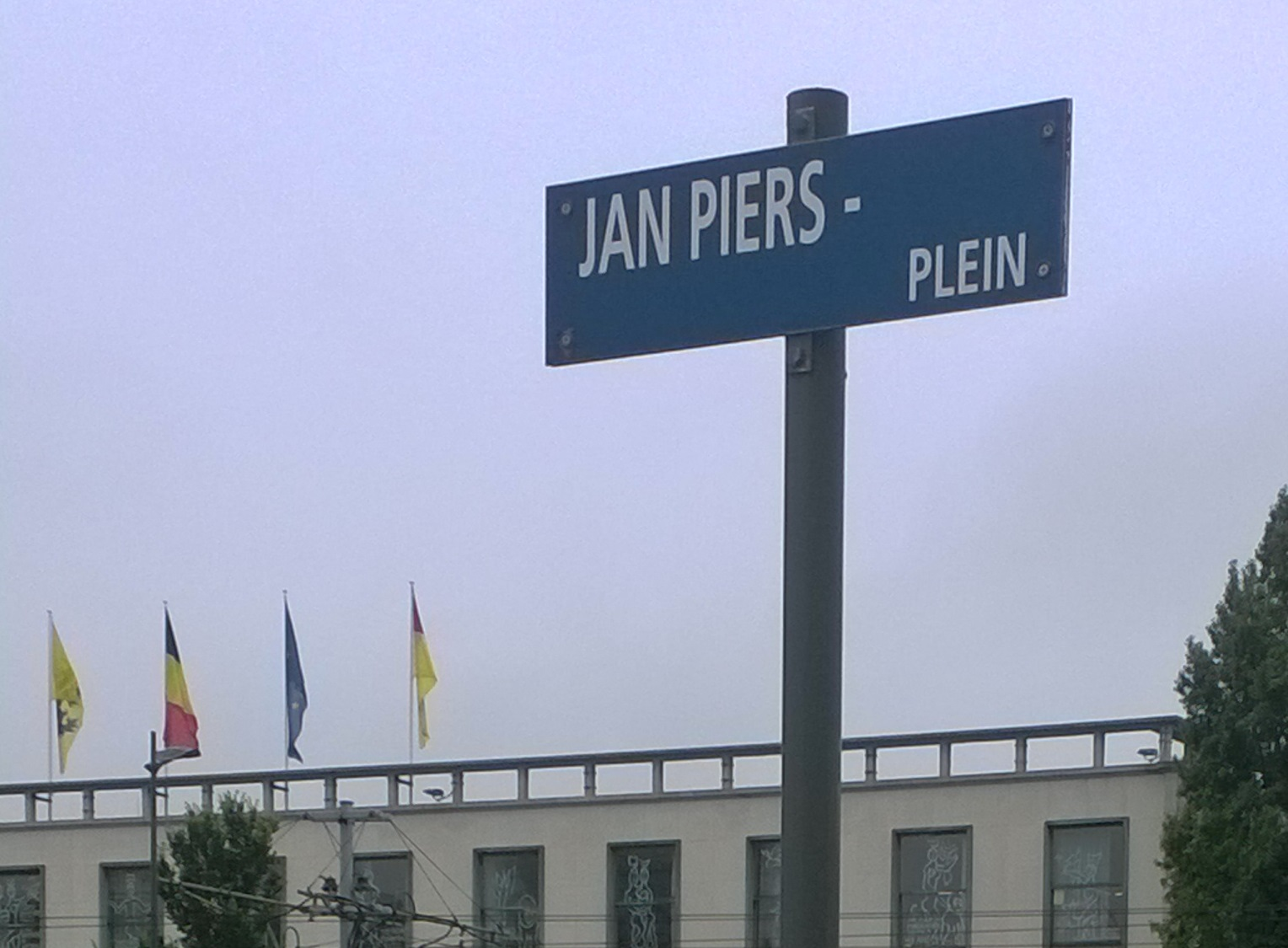
Jan Piersplein met het stadhuis op de achtergrond

Het Jan Piersplein in Oostende is de omgeving die zich bevindt tussen de voorzijde van het stadhuis en het zeilschip Mercator. Het is geen klassiek plein maar een graspartij. Het plein is vernoemd naar Jan Baptist Leo Piers die van 1959 tot 1980 onafgebroken burgemeester van Oostende was.

## Kunst op het Jan Piersplein

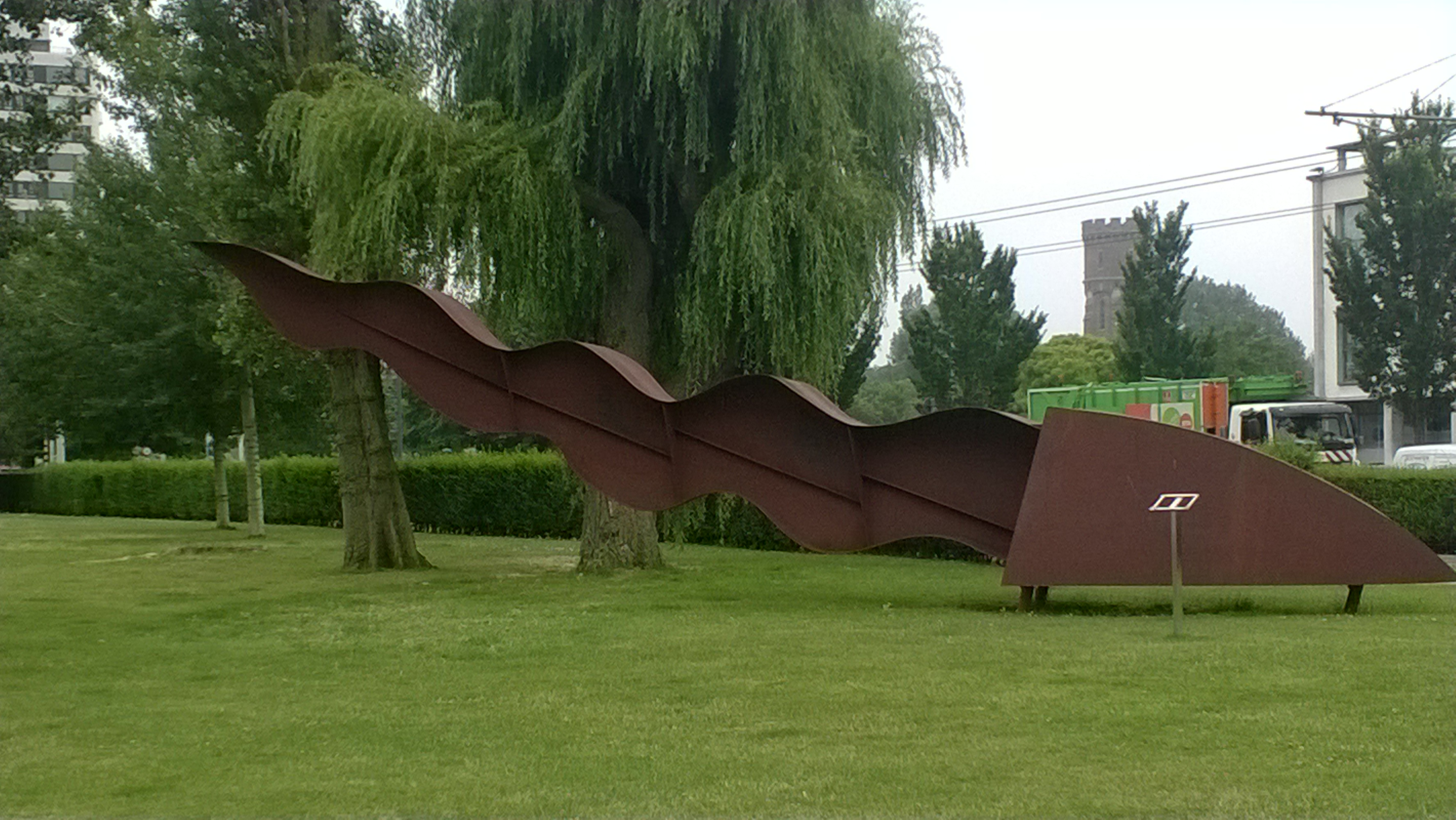
Pallas van Luk van Soom

Op het plein bevinden zich twee kunstwerken.
Het eerste werk Pallas is van Luk van Soom en dateert uit 1986. Het toont een echo van Noordzeegolven, is 12 meter lang, gemaakt uit staal en toont de weg tussen de binnenstad en het Provinciaal Museum voor Moderne Kunst (PMMK), thans het Mu.Zee. Het kunstwerk zou geïnspireerd zijn op de legendarische Citroën DS Pallas.
Het tweede standbeeld is rechtopstaand en heeft de vorm van een man. Het heet Mens en technologie en is van de hand van Fernand Vanderplancke. Het werd ontworpen in opdracht van BASF en ingehuldigd op 4 oktober 1999. BASF schonk het beeld in 2006 aan de stad, waarna het zijn plaats kreeg op het Jan Piersplein in 2007.

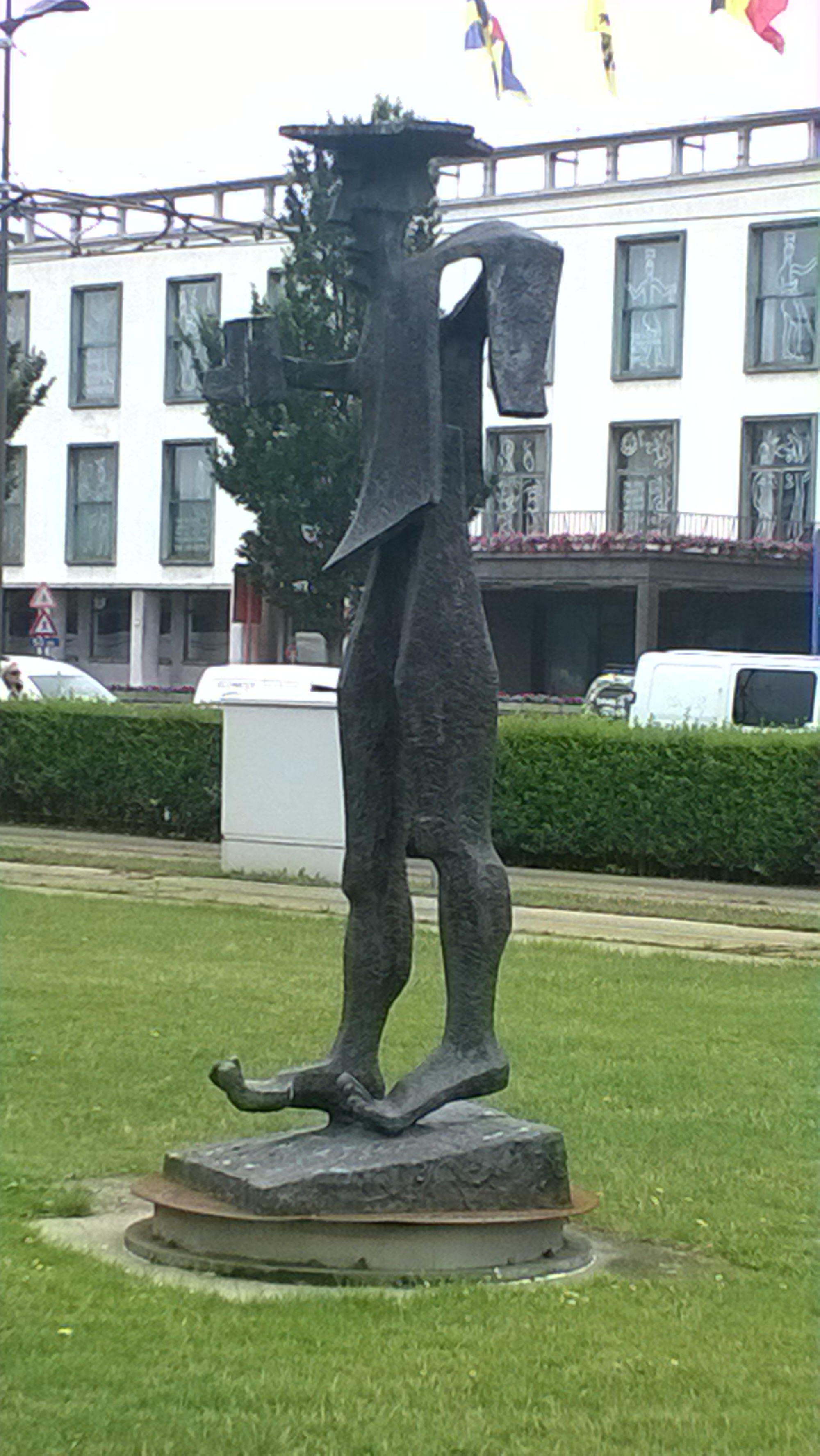
Mens en Technologie van Fernand Vanderplancke